# William Robinson Brown
William Robinson "W.R. Brown" (Portland, 17 janvier 1875 - Dublin, 4 août 1955) était un dirigeant d'entreprise américain de la Brown Company de Berlin, dans le New Hampshire.
Il était aussi un éleveur de chevaux arabe influent, le fondateur et propriétaire du Stud Maynesboro, et une autorité sur les chevaux arabes.